# Bonjour!
Bonjour! è un singolo del rapper statunitense Lil Tracy, pubblicato il 20 marzo 2020

## Tracce
1. Bonjour! – 1:56